# Intercontinental Cup honkbal 2010
De Intercontinental Cup honkbal 2010 was een internationaal honkbaltoernooi tussen bij de wereldhonkbalbond IBAF aangesloten landen dat gehouden werd in Taichung en Douliu, Taiwan van 23 tot en met 30 oktober.

## Ronde 1

### Poule A
| # | Team       | W | V | Winst% | GB | DV | DT |
| - | ---------- | - | - | ------ | -- | -- | -- |
| 1 | Cuba       | 4 | 0 | 1.000  | -  | 43 | 0  |
| 2 | Taiwan     | 3 | 1 | .750   | 1  | 27 | 7  |
| 3 | Zuid-Korea | 2 | 2 | .500   | 2  | 31 | 16 |
| 4 | Tsjechië   | 1 | 3 | .250   | 3  | 16 | 33 |
| 5 | Hongkong   | 0 | 4 | .000   | 4  | 2  | 63 |

### Poule B
| # | Team      | W | V | Winst% | GB | DV | DT | Beslissing * |
| - | --------- | - | - | ------ | -- | -- | -- | ------------ |
| 1 | Nederland | 3 | 1 | .750   | -  | 24 | 5  | 1-1; 11-2    |
| 2 | Japan     | 3 | 1 | .750   | -  | 25 | 4  | 1-1; 02-4    |
| 3 | Italië    | 3 | 1 | .750   | -  | 23 | 18 | 1-1; 03-10   |
| 4 | Nicaragua | 1 | 3 | .250   | 2  | 21 | 22 |              |
| 5 | Thailand  | 0 | 4 | .000   | 4  | 11 | 55 |              |

* Beslissing op basis van: 1) onderlinge resultaten, 2) minste runs tegen, 3) onderling resultaat

## Ronde 2

### Poule C
In Poule C streden de eerste drie teams van Poule A en B in een halve competitie tegen elkaar.
| # | Team       | W | V | Winst% | GB | DV | DT | Beslissing * |
| - | ---------- | - | - | ------ | -- | -- | -- | ------------ |
| 1 | Cuba       | 5 | 0 | 1.000  | -  | 20 | 7  |              |
| 2 | Nederland  | 3 | 2 | .600   | 2  | 22 | 12 | 1-0 (5-3)    |
| 3 | Taiwan     | 3 | 2 | .600   | 2  | 32 | 19 | 0-1 (3-5)    |
| 4 | Italië     | 2 | 3 | .400   | 3  | 13 | 23 |              |
| 5 | Zuid-Korea | 1 | 4 | .200   | 4  | 16 | 23 |              |
| 6 | Japan      | 1 | 4 | .200   | 4  | 9  | 28 |              |

* Beslissing op basis van: 1) onderlinge resultaten, 2) minste runs tegen, 3) onderling resultaat

### Kwartfinales om de 7e-10e plaats
De strijd om de 7e, 8e, 9e en 10e plaats werd gestreden door Tsjechië, Thailand, Nicaragua en Hongkong:
| Wedstrijd            | Uitslag  |
| -------------------- | -------- |
| Tsjechië - Thailand  | 13-3 (7) |
| Nicaragua - Hongkong | 12-2 (7) |

## Finales

### 9e/10e plaats
De strijd om de 10e en de 9e plaats werd gestreden door Thailand en Hongkong.
| Wedstrijd           | Uitslag |
| ------------------- | ------- |
| Thailand - Hongkong | 6-5     |

### 7e/8e plaats
De strijd om de 8e en de 7e plaats werd gestreden door Tsjechië en Nicaragua.
| Wedstrijd            | Uitslag |
| -------------------- | ------- |
| Tsjechië - Nicaragua | 5-11    |

### 5e/6e plaats
De strijd om de 6e en de 5e plaats werd gestreden door Zuid-Korea en Japan.
| Wedstrijd          | Uitslag |
| ------------------ | ------- |
| Zuid-Korea - Japan | 1-2     |

### Troostfinale
De troostfinale werd gespeeld door Italië en Taiwan.
| Wedstrijd       | Uitslag |
| --------------- | ------- |
| Taiwan - Italië | 3-4     |

### Finale
De finale werd gespeeld door Cuba en Nederland.
| Wedstrijd        | Uitslag |
| ---------------- | ------- |
| Cuba - Nederland | 4-1     |

## Eindstand
| #      | Land       |
| ------ | ---------- |
| Goud   | Cuba       |
| Zilver | Nederland  |
| Brons  | Italië     |
| 4      | Taiwan     |
| 5      | Japan      |
| 6      | Zuid-Korea |
| 7      | Nicaragua  |
| 8      | Tsjechië   |
| 9      | Thailand   |
| 10     | Hongkong   |

1973 · 1975 · 1977 · 1979 · 1981 · 1983 · 1985 · 1987 · 1989 · 1991 · 1993 · 1995 · 1997 · 1999 · 2002 · 2006 · 2010